# Barbara Rosenkranz
Pour les articles homonymes, voir Rosenkranz.
Barbara Rosenkranz, née le 20 juin 1958 à Salzbourg, est une femme politique autrichienne.

## Biographie
Elle suit des études d'histoire et de philosophie à l'université de Vienne mais elle ne les termine pas.
Elle est mariée avec l'homme politique Horst Rosenkranz avec lequel elle a eu dix enfants : six filles et quatre fils,. Athée et farouchement anti-catholique[réf. souhaitée], elle n'a fait baptiser aucun de ses enfants. Son époux est engagé au sein de la mouvance néonazie.
De 2002 à 2008, elle est députée au Conseil national autrichien.
Candidate du Parti de la liberté d'Autriche à l'élection présidentielle du 25 avril 2010, elle est battue par Heinz Fischer en n'obtenant que 15,6 % des voix. Elle était soutenue par le Kronen Zeitung, le quotidien le plus lu du pays.
Barbara Rosenkranz s'est prononcée en faveur de la révocation des lois qui interdisent la discussion ouverte sur le régime nazi tout en évoquant la liberté d'expression. En outre, elle considère le féminisme comme un chemin détourné (ou « mauvais chemin », en allemand : « Irrweg ») et, selon elle, le féminisme montre des « traits agressifs ». Elle prône la fin des accords de Schengen et le renforcement des contrôles aux frontières.